# Europacup I hockey mannen 1979
De 6de Europacup I hockey voor mannen werd gehouden van 1 tot en met 4 juni 1979 in Den Haag. Het deelnemersveld bestond uit 12 teams. Klein Zwitserland won deze editie door in de finale het Spaanse Real Club de Polo te verslaan.

## Poules

### Groep A
| Team         | Gespeeld | G | G | V | DV | DT | DS | Pnt |
| ------------ | -------- | - | - | - | -- | -- | -- | --- |
| Edinburgh HC | 2        | 2 | 0 | 0 | 5  | 1  | +4 | 4   |
| Southgate HC | 2        | 1 | 0 | 1 | 6  | 2  | +4 | 2   |
| KKS Lech     | 2        | 0 | 0 | 2 | 2  | 10 | -8 | 0   |

Uitslagen
- Edinburgh - Southgate 1-0 (1-0)
- Lech - Edinburgh 1-4 (1-2)
- Lech - Southgate 1-6 (1-4)

### Groep B
| Team             | Gespeeld | G | G | V | DV | DT | DS | Pnt |
| ---------------- | -------- | - | - | - | -- | -- | -- | --- |
| Rüsselsheimer RK | 2        | 2 | 0 | 0 | 7  | 0  | +7 | 4   |
| SK Slavia Praha  | 2        | 1 | 0 | 1 | 5  | 5  | 0  | 2   |
| Basler HC 1911   | 2        | 0 | 0 | 2 | 3  | 10 | -7 | 0   |

Uitslagen
- Rüsselsheim - Slavia 2-0 (1-0)
- Basler - Rüsselsheim 0-5 (0-3)
- Basler - Slavia 3-5 (2-3)

### Groep C
| Team                 | Gespeeld | G | G | V | DV | DT | DS | Pnt |
| -------------------- | -------- | - | - | - | -- | -- | -- | --- |
| HC Klein Zwitserland | 2        | 2 | 0 | 0 | 8  | 2  | +6 | 4   |
| Guildford HC         | 2        | 1 | 0 | 1 | 3  | 4  | -1 | 2   |
| Stade Français       | 2        | 0 | 0 | 2 | 2  | 7  | -5 | 0   |

Uitslagen
- Guildford - Stade Français 2-1 (0-1)
- Klein Zwitserland - Guildford 3-1 (1-1)
- Klein Zwitserland - Stade Français 5-1 (2-1)

### Groep D
| Team                  | Gespeeld | G | G | V | DV | DT | DS | Pnt |
| --------------------- | -------- | - | - | - | -- | -- | -- | --- |
| Real Club de Polo     | 2        | 2 | 0 | 0 | 3  | 0  | +3 | 4   |
| Royal Uccle Sport THC | 2        | 1 | 0 | 1 | 5  | 2  | +3 | 2   |
| Dinamo Alma Ata       | 2        | 0 | 0 | 2 | 0  | 6  | -6 | 0   |

Uitslagen
- Real Polo - Uccle 2-0 (2-0)
- Dinamo - Uccle 0-5 (0-3)
- Dinamo - Real Polo 0-1 (0-1)

## Kruisfinales

### Groepswinnaars
- HC Klein Zwitserland 6-0 Edinburgh HC
- Real Club de Polo 1-1 Rüsselsheimer RK (wns 5-3)

### Runner-ups
- Southgate HC 4-0 Guildford HC
- Slavia Praha 2-1 Uccle Sport

### Verliezers
- Dinamo Alma Ata 3-0 Basler HC 1911
- Stade Français 2-1 Lech Poznań

## Finales

### Finale
- HC Klein Zwitserland 2-1 Real Club de Polo

### 3de plaats
- Rüsselsheimer RK 5-1 Edinburgh HC

### 5de plaats
- Southgate HC 3-1 Slavia Praha

### 7de plaats
- Uccle Sport 0-0 Guildford HC (ns 4-2)

### 9de plaats
- Dinamo Alma Ata 5-2 Stade Français

### 11de plaats
- Basler HC 1911 3-0 Lech Poznań

## Einduitslag
1. HC Klein Zwitserland
2. Real Club de Polo
3. Rüsselsheimer RK
4. Edinburgh HC
5. Southgate HC (titelverdediger)
6. SK Slavia Praha
7. Royal Uccle Sport THC
8. Guildford HC
9. Dinamo Alma Ata
10. Stade Français
11. Basler HC 1911
12. KKS Lech